# Karagaski jezik
Karagaski jezik (ISO 639-3: kim; tofalarski jezik), jezik Karagasa ili Tofalara kojm kojim govori još svega 28 ljudi (2001) od 730 etničkih Tofalara (1989 popis) u području Irkutska u Sibiru, Rusija. Pripada sjevernoturkijskoj podskupini turkijskih jezika, altajska porodica.
Karagasi su turcizirani sajanski Samojedi, pa se njihov jezik naziva i sajanski samojedski. Danas ga govore tek starije osobe, a u upotrebi je i ruski [rus]. U ranija vremena njime se služilo znatno više ljudi, 600 prema popisu iz 1959.

## Vanjske poveznice
- Ethnologue (15th)